# Стремінце
Стремі́нце́, стреме́но́ (лат. stapes) — одна зі слухових кісточок середнього вуха, разом із молоточком і коваделком. Названа так за схожість з маленьким стременом.

## Еволюційний розвиток
Уперше в процесі еволюції з'являється у земноводних. Це відбулося в результаті перетворення гіостилічного черепу в аутостилічний. У результаті верхній елемент під'язикової дуги (підвісок) перетворився на слухову кісточку — стремінце.

## Будова у людини
Кісточка має вигляд крихітного стремена, яке головкою (верхнім кінцем) кріпиться до коваделка, а основою («ступачком») примикає до овального вікна присінка внутрішнього вуха. Голівка стремінця (лат. caput stapedis) з'єднується з коваделком покритим хрящем коваделко-стремінцевим суглобом (articulatio incudostapedia), який має лійкоподібну форму. Від переднього відділу головки стремінця відходять передня ніжка (crus anterius) і задня ніжка (crus posterius). В основі задньої ніжки кріпиться сухожилок стремінцевого м'яза (musculus stapedius). Ніжки з'єднуються з головкою за допомоги шийки стремінця (collum stapedis). Простір між ніжками заповнений перетинкою стремінця (membrana stapedis), а кінці ніжок кріпляться до основи стремінця (basis stapedis). Верхня крайка основи злегка опукла, а нижня увігнута, вільна поверхня покрита хрящем. Основа за допомоги сполучної тканини стремінця кріпиться до овального вікна присінка кісткового лабіринту.

## Стремінцевий м'яз
Стремінцевий м'яз (musculus stapedius) сягає довжини 6,3 мм, площина його поперечного перерізу — 4,9 мм2. М'яз повністю замкнутий у пірамідальний виступ (eminentia pyramidalis) на задній стінці барабанної порожнини і бере початок від стінок свого власного канала. Стремінцевий м'яз іннервується стремінцевою гілкою VII (лицевого) черепного нерва, яка відходить від нього поблизу самого м'яза. При скороченні м'яз тягне стремінце назад. Разом з м'язом-натягувачем барабанної перетинки (musculus tensor tympani), стремінцевий м'яз складає барабанні м'язи.
Стремінцевий м'яз рефлекторно скорочується при занадто гучних звуках, і людина на кілька хвилин «глухне», гірше сприймаючи звуки. Це є захисною реакцією організму і може певною мірою захистити внутрішнє вухо від дії інтенсивних травмуючих звуків. Першим скорочення стремінцевого м'яза людини спостерігав швейцарський лікар Ергард Люшер (Erhard Lüscher) у 1929 році через перфоровану барабанну перетинку. Тестування скорочення м'яза і акустичного рефлексу є важливою складовою частиною набору тестів імпедансу. Подібне рефлекторні скорочення м'язів барабанної порожнини спостерігались і у тварин.

## Цікаві факти
- Стремінце — найменша і найлегша кістка людини, її розміри не перевищують 3,5 мм, а вага 50 мг. Стремінцевий м'яз також найменший з всіх м'язів у людському тілі.
- У деяких людей стремінцевий м'яз і м'яз-натягувач барабанної перетинки можуть скорочуватись з власного бажання.
- Слова stapes («стремено») не існувало у класичній латинській мові, бо у Стародавньому Римі стремена ще не були відомі: вони прийшли до Європи тільки у Ранньому Середньовіччі. Як stapes, так і його варіант stapia утворені у середньовічній латині з давньолатинських коренів (від stō — «стою» і pes — «ступня»)[1]. Інша версія — запозичення до середньовічної латини з якоїсь германської мови (дав.-франк. *stap або дав.-в.-нім. stapf, staph).